# Les Authieux-sur-le-Port-Saint-Ouen
Les Authieux-sur-le-Port-Saint-Ouen ist eine französische Gemeinde im Département Seine-Maritime in der Region Normandie. Die Gemeinde befindet sich im Arrondissement Rouen, ist Teil des Kantons Darnétal (bis 2015: Kanton Boos). Die Gesamtbevölkerung betrug zum 1. Januar 2022 1.210 Einwohner, die sich Authipontains nennen.

## Geographie
Les Authieux-sur-le-Port-Saint-Ouen liegt etwa zehn Kilometer südsüdöstlich von Rouen an der Seine. Umgeben wird Les Authieux-sur-le-Port-Saint-Ouen von den Nachbargemeinden Gouy im Norden, Ymare im Osten, Igoville im Süden und Südosten, Sotteville-sous-le-Val im Süden sowie Tourville-la-Rivière im Westen und Südwesten.

## Bevölkerungsentwicklung
| Bevölkerungsentwicklung | Bevölkerungsentwicklung | Bevölkerungsentwicklung | Bevölkerungsentwicklung | Bevölkerungsentwicklung | Bevölkerungsentwicklung | Bevölkerungsentwicklung | Bevölkerungsentwicklung | Bevölkerungsentwicklung |
| ----------------------- | ----------------------- | ----------------------- | ----------------------- | ----------------------- | ----------------------- | ----------------------- | ----------------------- | ----------------------- |
| Jahr                    | 1962                    | 1968                    | 1975                    | 1982                    | 1990                    | 1999                    | 2006                    | 2013                    |
| Einwohner               | 341                     | 423                     | 509                     | 652                     | 954                     | 1174                    | 1240                    | 1229                    |

## Sehenswürdigkeiten
- Kirche Saint-Saturnin aus dem 13. Jahrhundert
- Höhlensystem